# Dům Palacký
Dům Palacký, původně znám jako Rotes Herz (Červené srdce), stojí v centru lázeňské části Karlových Varů v městské památkové zóně na Staré louce č. 339/40. Byl postaven ve stylu pozdního historismu v letech 1893–1894.
Objekt byl prohlášen kulturní památkou, památkově chráněn je od 27. května 1991, rejstř. č. ÚSKP 28919/4-4558.

## Historie
Na místě dnešního objektu stál již od počátku výstavby Karlových Varů jako světových lázní barokní dům jménem Rotes Herz (Červené srdce). Majitelkou byla Amelie Knoll. Ta nechala v roce 1893 na místě původního domu postavit dům nový. Projekt vypracoval vídeňský architekt Karl Haybäck.

## Ze současnosti
V roce 2014 byl dům uveden v Programu regenerace Městské památkové zóny Karlovy Vary 2014–2024 v části II. (tabulková část 1–5 Přehledy) v seznamu nemovitých kulturních památek na území MPZ Karlovy Vary se stavem vyhovujícím.
V současnosti (červen 2021) je evidován jako objekt k bydlení ve vlastnictví společnosti VICTOR, s. r. o.

## Popis
Budova se nachází v historické části města v ulici Stará louka č. 339/40. Jedná se o řadový čtyřpodlažní dům s obytným podkrovím postavený ve stylu pozdního historismu v duchu německé renesance.
Uliční průčelí je o pěti okenních osách, střední osa rizalitovitě vystupuje. V přízemí je centrálně situován obloukový vchod s původními novorenesančními dveřmi, po stranách se dvěma volnými sloupy na soklu. Arkýř nad vchodem o půdorysu tří stran osmiúhelníku se zvedá až ke korunní římse. V prvním patře je arkýř se třemi okny, kde boční jsou obdélná, střední je obloukové. Stěny jsou pásované. Nad prvním patrem je výrazná římsa na konzolách a uprostřed segmentový fronton uvnitř se štukovou kartuší. Arkýř ve druhém patře má tři okna obdélná v paralelních ostěních s klenáky, nahoře se štukovými kartušemi. Třetí patro arkýře je řešeno jako lodžie otevírající se třemi širokými oblouky na sloupcích.
Na bočních stranách průčelí jsou v prvním patře okna oblouková v paralelních ostěních, dole s kovaným zábradlím s motivy volut. Okna druhého patra jsou obdélná s trojúhelnými frontony, pod nimi je na obou stranách balkon obdélného půdorysu s kovaným zábradlím s volutovými motivy. Okna třetího patra jsou rovněž obdélná, v paralelních ostěních též s pásováním a klenáky, nahoře se štukovým segmentovým plochým pásem. Pod horní římsou je plastický obloučkový vlys s větší a menší konzolou.
Nad arkýřem je v ose průčelí strmý štít s předsazeným balkonem zakončený osmibokou věžičkou gotizujícího tvaru. Štít má segmentové okno, nad ním je štuková kartuše s letopočtem 1884. Po stranách středního vikýře jsou dva menší obdélného tvaru s trojoknem, završené trojúhelným frontonem.

## Zajímavost

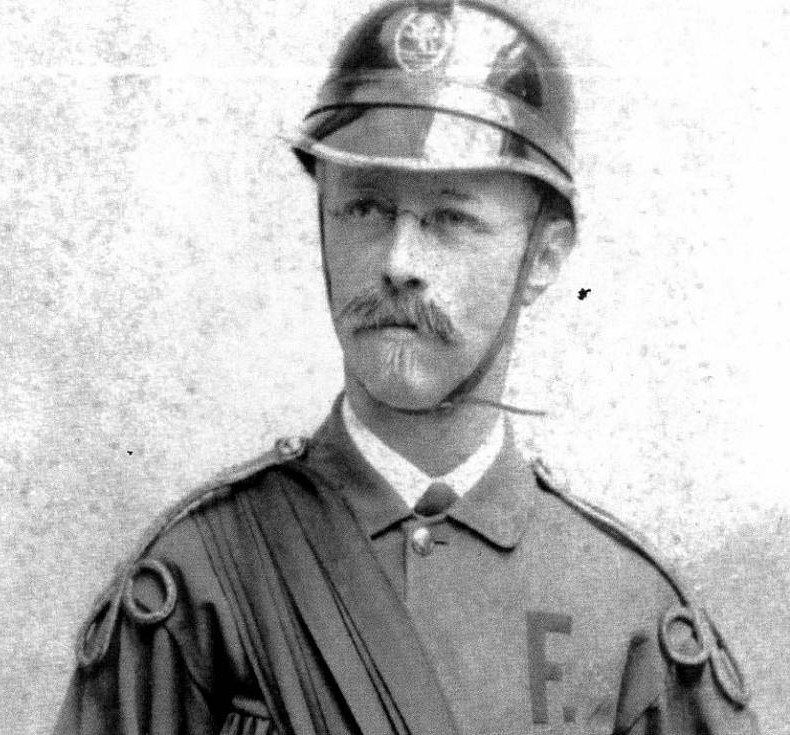
Eduard Knoll

### Eduard Knoll
V původním barokním domě Rotes Herz se dne 12. prosince 1839 narodil významný karlovarský starosta Eduard Knoll.